# Ragnhild Goldschmidt
Ragnhild Goldschmidt (født 8. februar 1828, død 17. oktober 1890) var forfatter og feminist.
I sin ungdom var hun ansat som huslærerinde hos godsejer F. Sehested på Broholm ved Svendborg, og i 1855 var hun i oplæring som husholderske hos forpagter Fritz Fabricius på den langelandske gård Korsebølle. I 1872 blev hun medlem af det nystiftede Dansk Kvindesamfund. Hun var i 1872 medstifter af Kvindelig Læseforening (KL) sammen med initiativtageren Sophie Petersen og førsteformanden af foreningen Charlotte Klein, herefter var Ragnhild Goldschmidt formand for KL indtil sin død i 1890. Med sit endeløse engagement og sprudlende personlighed var hun med til at sprede optimisme omkring sig, samt at støtte unge kvinder til foredragsvirksomhed og at deltage i debatter om moderne litteratur i foreningen.
Ragnhild Goldschmidt var især fortaler for det moderne gennembruds kvinder, eftersom hun i 1875 publicerede den anonyme roman En Kvindehistorie, der fortæller en tragisk livsberetning om en kvinde der lidenskabeligt forelsker sig i en gift mand, der svigter hende. Herefter udgav hun anonymt to noveller i Fædrelandet, som bær præg af den nemisislære, som hun også var interesseret i. Den dag i dag bliver hun betragtet som værende en litterær fornyer med sit forfatterskab.
Hun var søster til forfatteren Meir Aron Goldschmidt. Hun boede i sine fleste år sammen med sin bror og var hans litterære rådgiver. Efter hans død værnede hun om hans minde og oplæste ofte hans værker.